# Dmitrij Jakowlew
Dmitrij Romanowicz Jakowlew (ros. Дмитрий Романович Яковлев; ur. 21 czerwca 1998 w Biełgorodzie) – rosyjski siatkarz, grający na pozycji atakującego. Od sezonu 2020/2021 występuje w drużynie Fakieł Nowy Urengoj.
Jego ojciec Roman Jakowlew, również był siatkarzem i wielokrotnym reprezentantem Rosji.

## Sukcesy klubowe
Mistrzostwo Młodej Ligi rosyjskiej:
- 2017
- 2016

Mistrzostwo Rosji:
- 2018

Superpuchar Bułgarii:
- 2018

## Sukcesy reprezentacyjne
Mistrzostwa Świata Juniorów:
- 2017

Letnia Uniwersjada:
- 2019

## Nagrody indywidualne
- 2015: Najlepszy atakujący Mistrzostw Świata Kadetów
- 2017: MVP rosyjskiej Młodej Ligi w sezonie 2016/2017